# MiG-105 (航空機)
 MiG-105 / МиГ-105
モニノ空軍博物館にあるMiG-105.11
- 用途：乗員帰還機
- 設計者： ミコヤン・グレヴィッチ設計局
- 製造者：ミコヤン・グレヴィッチ設計局
- 初飛行：1976年10月11日
- 運用状況：計画中止

ミグ-105(МиГ-105)はソビエトの宇宙計画スピラーリでミグ設計局で製造された有人宇宙航空機の空力試験機。その外見から非公式なあだ名としてラポット(лапоть、靱皮靴)と呼ばれていた。
1965年以降、宇宙からの帰還に利用できる航空機型宇宙機の計画に関してソビエト連邦で設計、開発された。本来R-7ロケットで打ち上げられる予定であった。1978年まで開発が続けられたものの、ブラン計画の発足に伴って終了した。

## 航空機性能

### 技術特性
- 乗員: 1名
- 全長: 8.5m
- 翼幅: 6.4m
- 全高: 3.5m
- 重量: 4,220 Kg
- エンジン: ТРД РД-36-35К
  - 推力: 14700kN

### 飛行性能
Tu-95に乗せられて5000mから切り離し飛行実験を行った。地上近辺での速度は250-280km/h程であった。

## 運用
- ソビエト連邦
- ソ連空軍